# DeepZenGo
DeepZenGo（ディープ ゼン ゴ）は、AIによるコンピュータ囲碁ソフトで、加藤英樹と尾島陽児らによる「DeepZenGoプロジェクト」により共同開発された。
2012年、第30回日本囲碁ジャーナリストクラブ賞を受賞。

## 概要
ディープラーニングを搭載した囲碁ソフト。「チームDeepZen」・ドワンゴ・日本棋院の協力で開発。2017年3月には現在日本のトップ棋士である井山裕太六冠に勝利する。2018年時点で、日本で最も強いソフト。
2017年11月には『天頂の囲碁7 Zen』として一般販売された。

## 開発経緯
2009年に人工知能研究者の加藤英樹と、フリーのプログラマ尾島陽児が、囲碁AIソフトの開発のための「チームDeepZen」を発足させる。モンテカルロ法を取り入れた「ZEN」は、同年11月のUEC杯コンピュータ囲碁大会で3位、2011年には優勝を果たす。その後Googleの開発したAlphaGoに影響を受け、ドワンゴからGPUサーバーファーム「紅莉栖」の提供を得て、2016年3月にディープラーニングを取り入れた「DeepZenGoプロジェクト」を発足した。プロジェクトには、将棋ソフト「Ponanza」の開発者山本一成、東京大学大学院特任准教授松尾豊研究室らが参加し、日本棋院も協力に加わった。
2018年3月16日、ドワンゴは対局サイト「幽玄の間」での対プロ棋士勝率や、2017年8月の第1回中信証券杯世界電脳囲碁オープン戦で優勝したことからDeepZenGoがAlphaGoの強さに追い付くという当初の目標を達成したとして、今春をもって「DeepZenGOプロジェクト」を終了し、3月24日から4月7日にかけて行われる「囲碁電王戦FINAL」をもってDeepZenGoを引退させることを発表した。

## プロ棋士との対戦
DeepZenGoは、2016年9月にレーティングでプロ棋士初段程度に達したとされ、11月には第2回囲碁電王戦で趙治勲と互先三番勝負を行い、1勝2敗の成績を挙げた（ハードスペックは、CPU E5-2699v4×2（44コア 88スレッド 2.20GHz）、GPU NVIDIA TITAN X（Pascal世代 3584コア）×4、128GB SSD（OS起動用）＋480GB SSD×2、メモリ128GB）。
2017年3月、日中韓のトップ棋士が出場するワールド碁チャンピオンシップに囲碁AIの代表として出場、韓国代表朴廷桓、中国代表羋昱廷に敗れたものの、日本代表井山裕太には勝利し、1勝2敗の成績で3位となった。続く同月のUEC杯コンピュータ囲碁大会ではテンセントの「絶芸」に次いで2位、電聖戦でも一力遼に勝利。4月の「ニコニコ超会議では、高尾紳路、三谷哲也、大橋拓文の3棋士の合議との対戦で勝利した。日中竜星戦エキシビジョンマッチでは、藤沢里菜に勝利。
2017年6月の第3回Mlily夢百合杯世界囲碁オープン戦ではワイルドカードで本戦出場し、1回戦では韓国の申旻埈に快勝したが、続く2回戦では中国の王昊洋を相手にミスが原因で敗れ、ベスト16入りはならなかった。
2018年4月に引退試合となった囲碁電王戦FINALでは羋昱廷・朴廷桓・趙治勲の3人と再戦。羋には敗れたが朴・趙に勝利し、DeepZenGoは2勝1敗で勝ち越しを決めた。
ワールド碁チャンピオンシップ 井山裕太-DeepZenGo(先番) 2017年3月23日

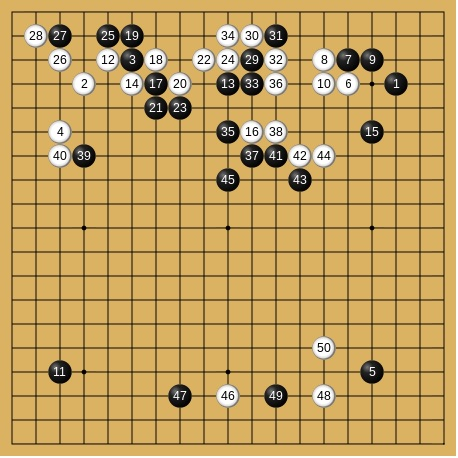
井山-DeepZenGo(先番)1-50手目

総当たりリーグの第3戦でDeepZenGoは日本の井山裕太六冠と対戦。黒番のDeepZenGoは右上隅を手抜きして左下11と空き隅を占め、白は16から上辺黒を攻めて36まで確定地にして、井山は序盤としてはまずますかと思っていたとの感想だが、45までは黒が優勢になっていた。その後黒は下辺の白を攻めて、中央から左下方面が大きな模様になり、白は巧妙に模様を消しながら左辺を地にして白優勢の声も上がったが、結局中央に大きな黒地ができて、235手まで黒中押勝となった。

## 注
1. ↑  「DeepZenGO」引退へ　“最強の囲碁AI”目指すプロジェクト、ドワンゴ
2. ↑  日本経済新聞
3. ↑  INTERNET Watch
4. 1 2  『碁ワールド』2017年5月号
5. ↑  日本棋院「一力遼七段vs囲碁AIは、AIの2勝【第5回電聖戦】
6. ↑  ITmedia「日本最強の囲碁AI「DeepZenGo」対プロ棋士軍団、AIがわずかな差で勝利」
7. ↑  日本棋院「DeepZenGo（囲碁AI）が藤沢に勝利！」
8. ↑  中国棋牌网「王昊洋先撈後洗立蓋世奇功 人工智能夢断夢百合」
9. ↑  ＡＩが棋士に勝ち越す　囲碁電王戦、開発は終了
10. ↑  “国内最強の囲碁AIが引退試合 世界トップ棋士に勝ち越し”.  NHK (2018年4月7日). 2018年4月13日閲覧。